# Ключики (Каменский муниципальный округ)
Ключики — деревня в Каменском районе Свердловской области России. Входит в Каменский муниципальный округ.
Ранее входила в состав Бродовского сельсовета Каменского района.

## География
Деревня Ключики расположена в 6 километрах (в 7 километрах по автодороге) к западу от города Каменска-Уральского, на правом берегу реки Исети. В окрестностях села, на правом берегу Исети, расположен геоморфологический природный памятник — скала Слоновьи Ноги.

## История
Деревня Ключики ранее также называлась Ключевская. Точное время возникновения деревни неизвестно, предположительно конец XVIII — начало XX века. До 1917 года деревня входила в состав Щербаковской волости. В 1928 году Ключики входили в Бродовской сельсовет Каменского района Шадринского округа Уральской области.

## Население
| 1926 | 2002 | 2010 | 2021 |
| ---- | ---- | ---- | ---- |
| 285  | ↘1   | ↗5   | ↘4   |

По данным переписи 1926 года, в деревне Ключики было 60 дворов с населением 285 человек (мужчин — 136, женщин — 149), все русские.